# Jaskinie Wyżyny Krakowsko-Częstochowskiej

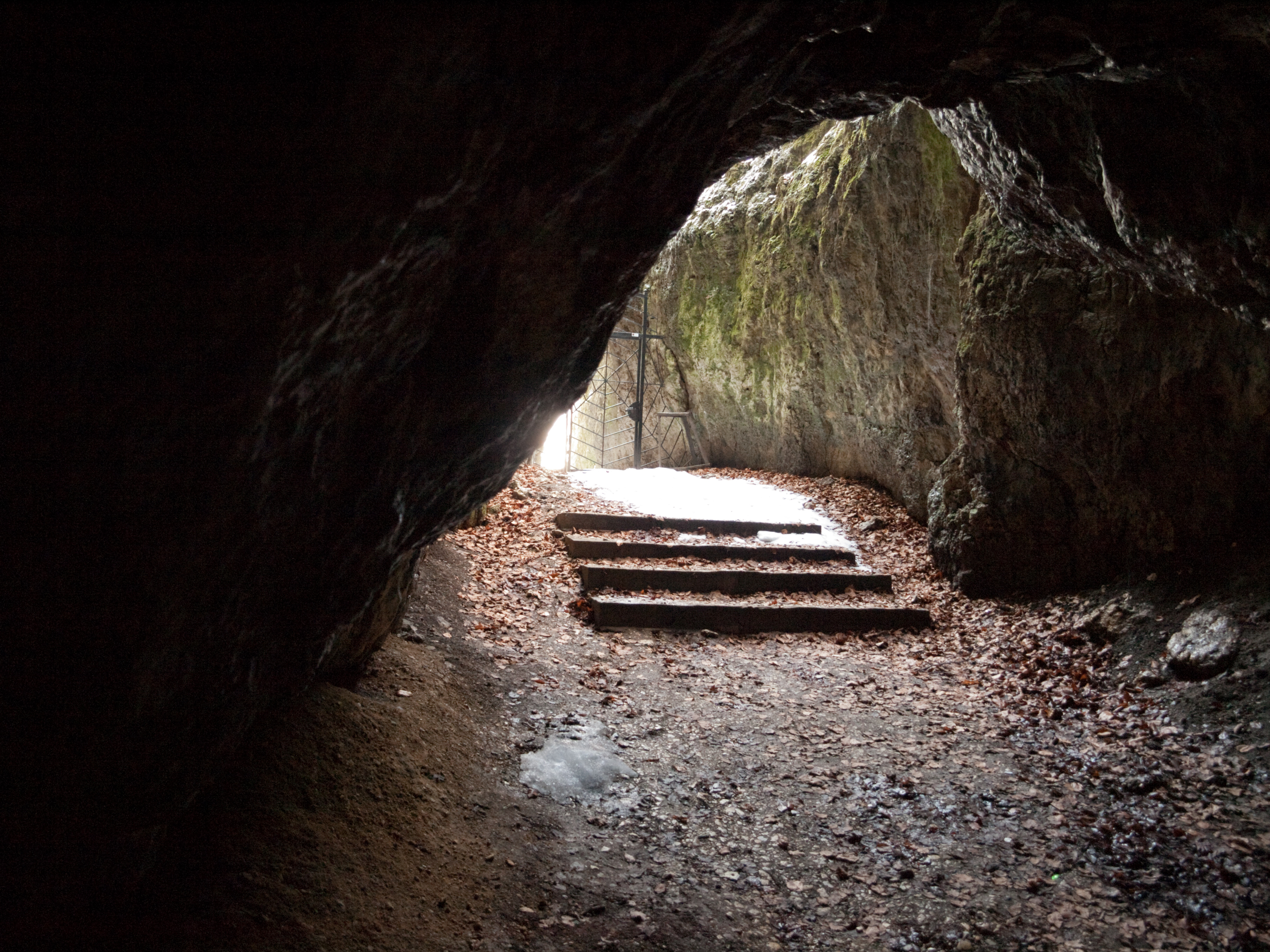
Jaskinia Łokietka

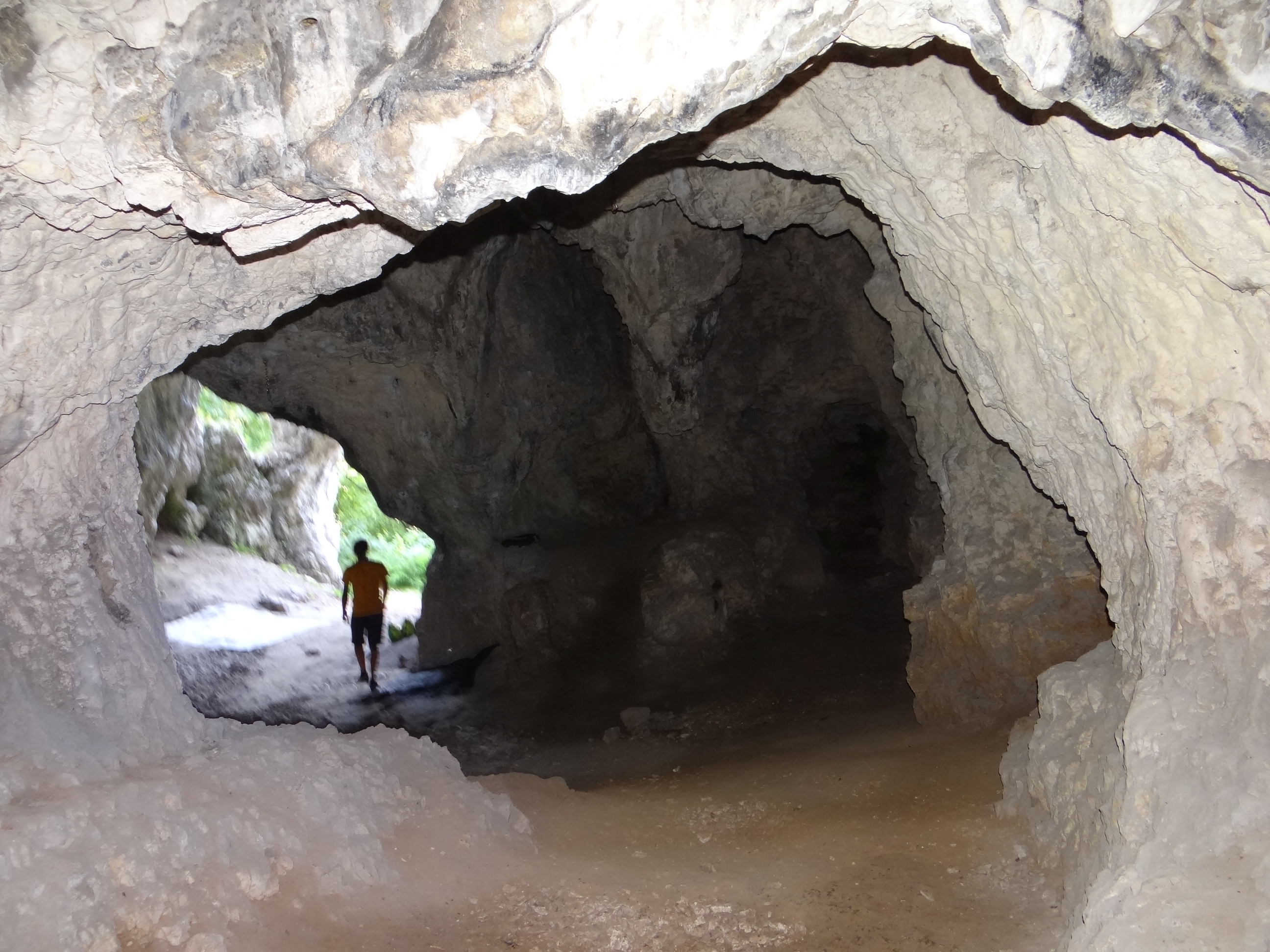
Jaskinia Mamutowa

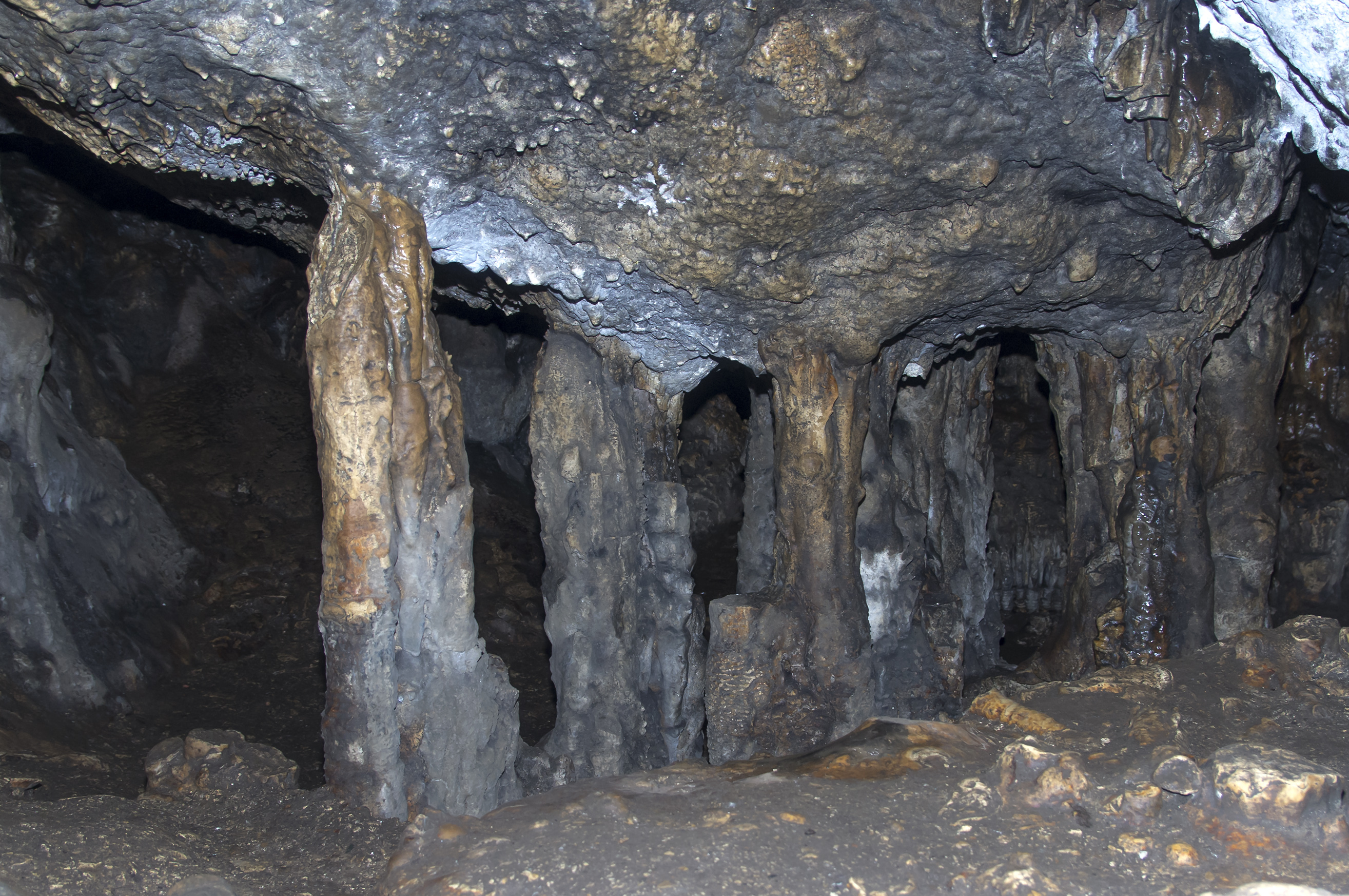
Jaskinia w Zielonej Górze

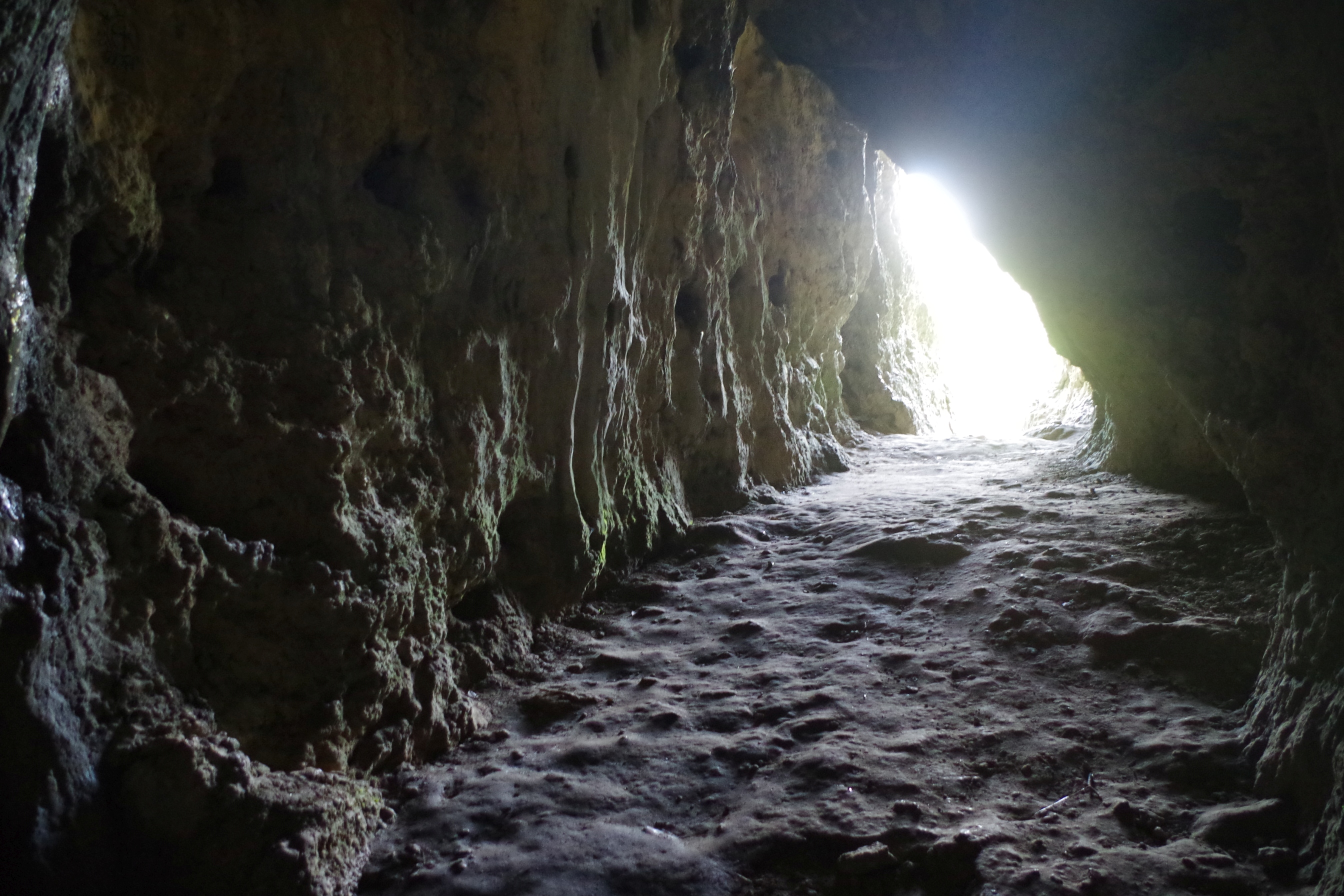
Stajnia

Jaskinie Wyżyny Krakowsko-Częstochowskiej – jedno z największych skupisk jaskiń w Polsce. Skały wapienne Wyżyny Krakowsko-Częstochowskiej powstały w jurze późnej. Stopniowo ulegając erozji, wytworzyły jaskinie, jako jedną z form krasu. Szczególnie dużo jaskiń znajduje się w okolicach Ojcowa.
Pierwsze ślady człowieka pierwotnego na obszarze Polski spotkano w jaskiniach. Były one schronieniem przed dzikimi zwierzętami i warunkami atmosferycznymi. W czasach nowożytnych były kryjówkami podczas wojen, ale również chroniły zbójców. Z niektórymi związane są legendy, jak z Jaskinią Łokietka, w której ponoć król Polski ukrywał się w czasie walk o tron prowadzonych z królem czeskim Wacławem II.
W Ojcowskim Parku Narodowym do zwiedzania udostępnione są jedynie Jaskinia Ciemna i Jaskinia Łokietka. W pozostałych obowiązuje zakaz wstępu, głównie z powodu zagrożeń związanych z trudnością trasy oraz osuwiskami.
Na terenie Jury zwiedzać można m.in. Jaskinię Wierzchowską i Jaskinię Nietoperzową.
Charakterystycznymi przedstawicielami fauny, znajdującymi w jaskiniach schronienie, są nietoperze, które o zmierzchu opuszczają swoje siedliska i można je zobaczyć latające w pobliżu otworów skalnych.
Najdłuższe jaskinie:
- Jaskinia Wierna – 1027 m
- Jaskinia Wierzchowska Górna – 975 m
- Jaskinia Szachownica I (Wyżyna Wieluńska) – 690 m
- Jaskinia Brzozowa – 645 m
- Jaskinia Niedźwiedzia Górna – 635 m
- Jaskinia Rysia – 570 m
- Jaskinia Twardowskiego – 500 m.

Najgłębsze jaskinie:
- Jaskinia Studnisko (w Sokolich Górach) – 77,5 m
- Szeroki Awen – 59 m
- Januszkowa Szczelina – 56 m
- Jaskinia Rysia – 51 m
- Jaskinia Piętrowa Szczelina – 45 m
- Błotna – 42 m
- Jaskinia Józefa – 41,7 m
- Jaskinia Spełnionych Marzeń – 41,5 m.

Jaskinie udostępnione do zwiedzania (z przewodnikiem):
- Jaskinia Wierzchowska Górna w Wierzchowiu
- Jaskinia Łokietka w Ojcowie
- Jaskinia Ciemna w Ojcowie
- Jaskinia Nietoperzowa w Jerzmanowicach
- Jaskinia Głęboka w Górze Zborów

W Krakowie można zwiedzić jaskinię Smocza Jama.